# Johan Krohn
Johan Jacob Krohn (9. august 1841 i København – 5. januar 1925 smst) var en dansk skolebestyrer, forfatter og digter. Student fra Metropolitanskolen 1860, teologisk kandidat 1867. Søn af billedhugger og medaljør F.C. Krohn og Sophie Susanne Købke. Han bestyrede den ansete private drengeskole Krebs' Skole i København 1880-1914.
Johan Krohn skrev en del fortællinger for børn, som i slutningen af 1800-tallet og begyndelsen af 1900-tallet blev samlet i flere bind med fællestitlen Fortællinger for Børn. Han er dog mest kendt som forfatteren bag børnebogen Peters Jul. Peters Jul udkom anonymt i 1866, men bogen er optrykt atter og atter, snart med de originale illustrationer af broderen Pietro Krohn og vennen Otto Haslund, snart med nye af forskellige kunstnere som Herluf Jensenius og Mads Stage (2002). Johan Krohn redigerede også – som mange af tidens andre børnebogsforfattere – børneblade, bl.a. det meget udbredte Børnenes Juleroser.